# Mutua Madrid Open 2021
Mutua Madrid Open 2021 года — 31-й розыгрыш ежегодного профессионального теннисного турнира среди мужчин и женщин, проводящегося в испанском городе Мадрид (19-й раз) и являющегося частью тура ATP в рамках серии Мастерс 1000 и тура WTA в рамках серии WTA 1000 Mandatory.
В 2021 году турнир прошёл с 29 апреля по 9 мая. Соревнование продолжало околоевропейскую серию грунтовых турниров, подготовительную к майскому Открытому чемпионату Франции.
Победители последнего розыгрыша (2019 год):
- в мужском одиночном разряде —  Новак Джокович
- в женском одиночном разряде —  Кики Бертенс
- в мужском парном разряде —  Жан-Жюльен Ройер и  Хория Текэу
- в женском парном разряде —  Се Шувэй и  Барбора Стрыцова

## Общая информация
Первым номером посева в мужском одиночном разряде стал пятикратный чемпион местного турнира Рафаэль Надаль. На этот раз испанец добрался до четвертьфинала, в котором проиграл пятому номера посева Александру Звереву. По итогу Зверев смог дойти до финала и завоевать титул, обыграв в нём восьмого номера посева Маттео Берреттини. Теннисист из Германии во второй раз стал победителем турнира в Мадриде (до этого в 2018 году). Чемпион 2019 года Новак Джокович не защищал свой титул. В основных соревнованиях приняли участие четыре представителя России и три из них доиграли до третьего раунда (Аслан Карацев, Даниил Медведев и Андрей Рублёв).
В мужском парном разряде первым номера посева стали Хуан Себастьян Кабаль и Роберт Фара. Колумбийский дуэт проиграл в своём первом же матче на стадии второго раунда. Чемпионы 2019 года Жан-Жюльен Ройер и Хория Текэу не защищали свой титул, однако оба приняли участие в турнире: Ройер в паре с Марсело Мело, а Текэу с Кевином Кравицом проиграли на стадии второго раунда. Титул в финале разыграли вторые и третьи номера посева. Победу смогли одержать третьи сеянные Марсель Гранольерс и Орасио Себальос, обыгравшие Никола Мектича и Мате Павича.
В женском одиночном разряде первый номер посева Эшли Барти смогла доиграть до финала. Однако в решающем матче она проиграла пятой сеянной Арине Соболенко. В женских соревнованиях в Мадриде Соболенко стала первой представительницей Беларуси, завоевавшей здесь титул. Чемпионка 2019 года Кики Бертенс защищала свой титул в качестве седьмого номера посева, однако во втором раунде она проиграла россиянке Веронике Кудерметовой. В основном турнире приняли участие сразу шесть представительниц России. Лучше всего смогла выступить Анастасия Павлюченкова, которая доиграла до полуфинала.
В женском парном разряде действующие чемпионки Се Шувэй и Барбора Стрыцова не защищали свой титул. Однако Се приняла участие в турнире в качестве первого номера посева совместно с Элизе Мертенс. Их дуэт не смог подтвердить статус фаворитов и выбыл на старте. проиграв матч второго раунда Елене Остапенко и Анастасии Павлюченковой. Как и в мужских парах титул разыграли вторые и третьи номера посева. Победу смогли одержать № 2 посева Барбора Крейчикова и Катерина Синякова, которые обыграли Габриэлу Дабровски и Деми Схюрс.

## Соревнования

### Мужчины. Одиночный турнир
Александр Зверев обыграл  Маттео Берреттини со счётом 6-7(8), 6-4, 6-3.
- Зверев выиграл 2-й одиночный титул в сезоне и 15-й за карьеру в основном туре ассоциации.
- Берреттини сыграл 2-й одиночный финал в сезоне и 6-й за карьеру в основном туре ассоциации.

### Женщины. Одиночный турнир
Арине Соболенко обыграла  Эшли Барти со счётом 6-0, 3-6, 6-4.
- Соболенко выиграла 2-й одиночный титул в сезоне и 10-й за карьеру в туре ассоциации.
- Барти сыграла 4-й одиночный финал в сезоне и 17-й за карьеру в туре ассоциации.

### Мужчины. Парный турнир
Марсель Гранольерс /  Орасио Себальос обыграли  Николу Мектича /  Мате Павича со счётом 1-6, 6-3, [10-8].
- Гранольерс выиграл 1-й парный титул в сезоне и 22-й за карьеру в основном туре ассоциации.
- Себальос выиграл 1-й парный титул в сезоне и 17-й за карьеру в основном туре ассоциации.

### Женщины. Парный турнир
Барбора Крейчикова /  Катерина Синякова обыграли  Габриэлу Дабровски /  Деми Схюрс со счётом 6-4, 6-3.
- Крейчикова выиграла 2-й парный титул в сезоне и 8-й за карьеру в туре ассоциации.
- Синякова выиграла 2-й парный титул в сезоне и 10-й за карьеру в туре ассоциации.